# Prvenstvo Hrvatske u hokeju na travi 1992./93.
Prvenstvo Hrvatske u hokeju na travi na 1992./93. je osvojilo Jedinstvo iz Zagreba. 

## Ljestvice i rezultati

### Ljestvica 1. lige
| mj | klub                       | ut | pob | neod | por | golovi | bod |
| -- | -------------------------- | -- | --- | ---- | --- | ------ | --- |
| 1. | Marathon Zagreb            | 10 | 7   | 1    | 2   | 35:14  | 15  |
| 2. | Jedinstvo Zagreb           | 10 | 7   | 1    | 2   | 39:23  | 15  |
| 3. | Concordia Zagreb           | 10 | 6   | 1    | 3   | 24:18  | 13  |
| 4. | Mladost Zagreb             | 10 | 4   | 1    | 5   | 21:16  | 9   |
| 5. | Zelina (Sveti Ivan Zelina) | 10 | 3   | 2    | 5   | 8:10   | 8   |
| 6. | Trešnjevka Zagreb          | 10 | 0   | 0    | 10  | 8:56   | 0   |

### Doigravanje
| završnica | Jedinstvo Zagreb | Marathon Zagreb | 0:0, 1:1, 0:3bb |

### Ukupni poredak
```
 1. 
Jedinstvo Zagreb

 2. 
Marathon Zagreb

 3. 
Concordia Zagreb

 4. 
Mladost Zagreb

 5. 
Zelina (Sveti Ivan Zelina)

 6. 
Trešnjevka Zagreb

 7. 
Zagreb

 8. 
Akademičar Zagreb

 9. 
Jedinstvo II Zagreb

10. Jedinstvo Sveti Križ Začretje
```